# 良才市民の森駅

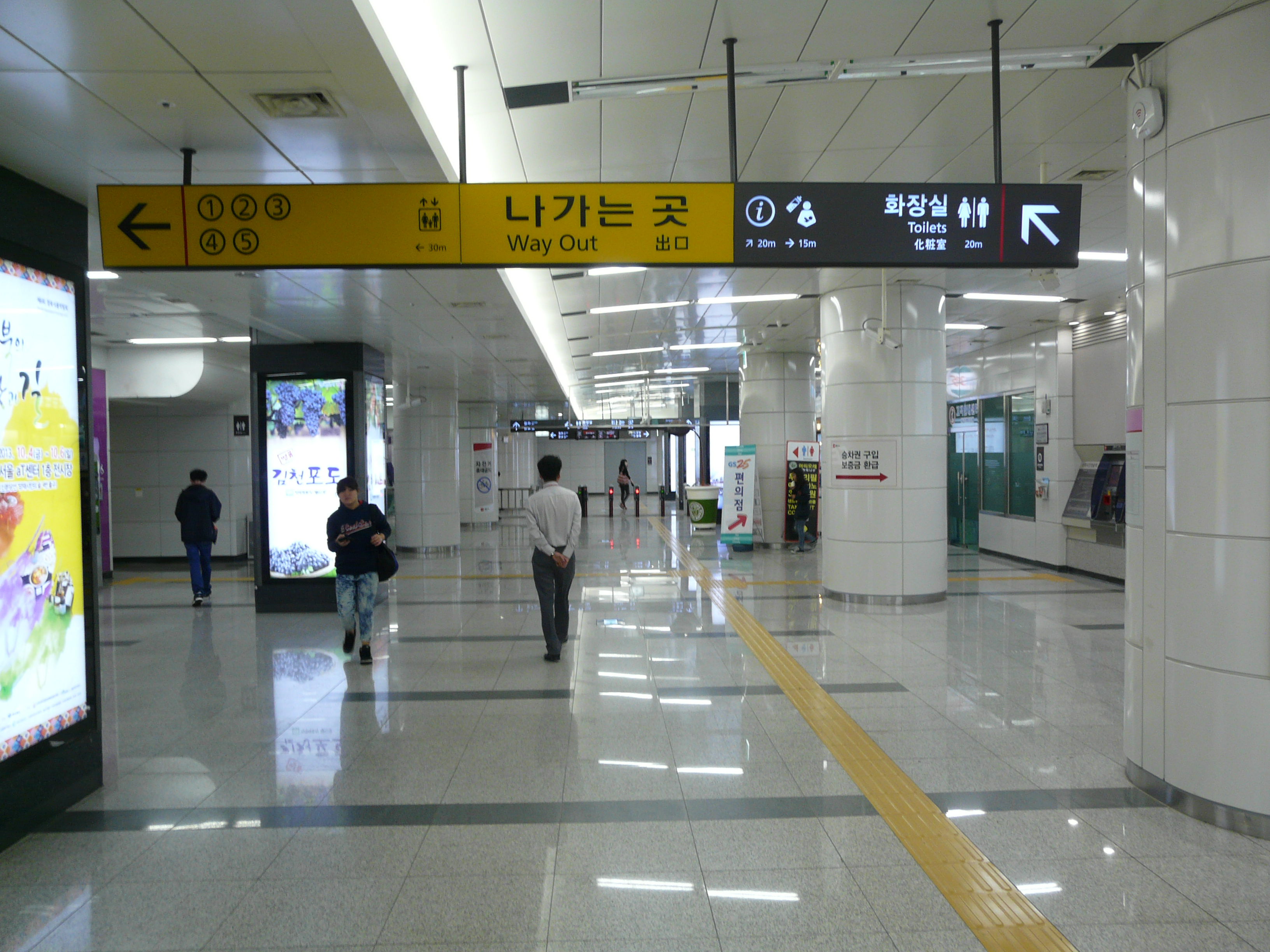
コンコース

良才市民の森駅（ヤンジェ・シミネスプえき）は大韓民国ソウル特別市瑞草区良才洞にある、新盆唐線の駅。駅番号はD09。
副駅名の梅軒は大韓民国の独立運動家であった尹奉吉の号から採ったもの。

## 駅構造
相対式ホーム2面2線の地下駅で、ホームドア設置駅。出口は5番まである。

### のりば
※案内上ののりば番号は未設定。
| 上り | ●新盆唐線 | 江南・新沙方面 |
| 下り | ●新盆唐線 | 板橋・亭子方面 |

## 駅周辺
- 市民の森
- ATセンター
- 瑞草郵便局
- 京釜高速道路 良才インターチェンジ
- 梅軒初等学校
- 彦南高等学校
- 良才2洞住民センター
- 良才119安全センター
- 永東1橋（良才川）
- 梅軒尹奉吉記念館

## バス路線
詳細は新盆唐線ホームページの乗換情報を参照。

## 歴史
- 2011年10月28日 - 開業。

## 隣の駅
新盆唐線
●新盆唐線
良才駅 (D08) - 良才市民の森駅 (D09) - 清渓山入口駅 (D10)